# أنتوني رومان
أنتوني رومان (بالبولندية: Antoni Roman)‏ هو سياسي بولندي، ولد في 10 سبتمبر 1892 في وارسو في بولندا، وتوفي بنفس المكان في 28 أبريل 1951.